# Rosiclare
Rosiclare é uma cidade localizada no estado americano de Illinois, no Condado de Hardin.

## Demografia
Segundo o censo americano de 2000, a sua população era de 1213 habitantes.
Em 2006, foi estimada uma população de 1135, um decréscimo de 78 (-6.4%).

## Geografia
De acordo com o United States Census Bureau tem uma área de
5,9 km², dos quais 5,6 km² cobertos por terra e 0,3 km² cobertos por água. Rosiclare localiza-se a aproximadamente 108 m acima do nível do mar.

## Localidades na vizinhança
O diagrama seguinte representa as localidades num raio de 20 km ao redor de Rosiclare.